# Maison de La Guillotière
La maison dite La Guillotière est un édifice de la commune de Dol-de-Bretagne, dans le département français d'Ille-et-Vilaine, région Bretagne.

## Situation
Elle se trouve dans le centre-ville de Dol-de-Bretagne, au no 27 de la Grande Rue des Stuarts.

## Historique
La maison date du XVe siècle et fait l’objet d’une inscription au titre des monuments historiques depuis le 5 août 1930.

## Description et architecture
La maison possède un portique sur la rue au rez-de-chaussée. La façade est à pan de bois.